# Drimmelen
Drimmelen  è una municipalità dei Paesi Bassi di 26 570 abitanti situata nella provincia del Brabante Settentrionale.
La municipalità è stata istituita il 1º gennaio 1997 col nome del suo capoluogo Made ed è stata formata dall'unione di parte dei territori delle ex-municipalità di Hooge en Lage Zwaluwe, Made en Drimmelen e Terheijden. Il nome è stato cambiato in Drimmelen nel 1998.